# Saint-Gengoux-le-National
Saint-Gengoux-le-National este o comună în departamentul Saône-et-Loire, Franța. În 2009 avea o populație de 1.057 de locuitori.

## Evoluția populației
| An        | 1975  | 1982  | 1990  | 1999  | 2006  | 2009  |
| --------- | ----- | ----- | ----- | ----- | ----- | ----- |
| Populație | 1.058 | 1.067 | 1.013 | 1.049 | 1.053 | 1.057 |